# Muzammil H. Siddiqui
Muzammil H. Siddiqui (arabisch مزّمل صدّيقي‎; * 1943 in Rampur, Uttar Pradesh, Indien) ist ein Wissenschaftler und Professor für islamisches Recht. Er ist Lehrbeauftragter (Adjunct Professor) für Islamische Studien  an der Chapman University in Orange, Kalifornien. Er ist der ehemalige Vorsitzende des Fiqh Council of North America (Fiqh-Rat von Nordamerika) in den Vereinigten Staaten von Amerika.
Er erhielt seine Ausbildung zunächst an der Darul Uloom Nadwatul Ulama, Lucknow, Indien. Er graduierte 1965 an der Islamischen Universität von Medina in Saudi-Arabien in Arabic and Islamic Studies, seinen M.A. in Theologie erhielt er von der Universität Birmingham in England und sein Ph.D. in Comparative Religion von der Harvard University in den USA.
Er war – „im Namen aller Mitglieder des Fiqh-Rates von Nordamerika“ – einer der 138 Unterzeichner des offenen Briefes Ein gemeinsames Wort zwischen Uns und Euch (engl. A Common Word Between Us & You), den Persönlichkeiten des Islam an „Führer christlicher Kirchen überall“ (engl. "Leaders of Christian Churches, everywhere …") sandten (13. Oktober 2007).